# Выборы губернатора Курской области (2014)
Досрочные выборы губернатора Курской области состоялись в Курской области 14 сентября 2014 года в единый день голосования. Победу одержал Александр Михайлов, бывший до этого губернатором с 2000 года.

## Предшествующие события
Последние выборы губернатора Курской области состоялись осенью 2000 года. 5 ноября во втором туре на них победил Александр Михайлов (КПРФ). Он был избран на 5-летний срок.
Следующие выборы должны были пройти осенью 2005 года, однако в сентябре 2004 года президент России Владимир Путин предложил заменить прямые выборы глав регионов на утверждение их в должности решениями законодательных органов по предложению президента. Соответствующий законопроект был разработан и принят в декабре 2004 года, а последние прямые губернаторские выборы состоялись в Ненецком автономном округе в январе 2005 года. Из-за этих изменений в законах после истечения полномочий Михайлова в ноябре 2005 года прямых выборов уже не предполагалось.
В феврале 2005 года стало известно, что губернатор Михайлов досрочно поставил перед президентом Владимиром Путиным вопрос о доверии в соответствии со статьей 4 закона о новом порядке избрания глав регионов (схему переназначения через постановку вопроса о доверии ранее использовал губернатор Приморья Сергей Дарькин). Это выяснилось 18 февраля, когда президент Путин внёс на рассмотрение областной думы кандидатуру Михайлова. Незадолго до этого, 8 февраля, Михайлов вступил в партию «Единая Россия». 22 февраля на внеочередном заседании областной думы депутаты утвердили Михайлова и наделили его полномочиями губернатора Курской области на срок 5 лет. 4 марта состоялась инаугурация.
20 февраля 2010 года президент РФ Дмитрий Медведев снова предложил депутатам областной думы кандидатуру Александра Михайлова. 1 марта 2010 года на внеочередном заседании депутаты наделили Михайлова полномочиями губернатора на третий срок, на 5 лет до марта 2015 года.
13 мая 2014 года Александр Михайлов досрочно подал в отставку и при этом попросил президента Владимира Путина разрешить ему участвовать в досрочных выборах. Путин разрешил Михайлову баллотироваться на новый срок и также назначил его временно исполняющим обязанности губернатора Курской области.
На 1 января 2014 года в Курской области было зарегистрировано 950 043 избирателя (в 2013 — 956 812).

## Выдвижение
- с 11 июня по 10 июля — выдвижение кандидатов
- с 30 июня по 30 июля — период сбора подписей муниципальных депутатов и регистрации заявлений кандидатов в избирательной комиссии
- с 16 августа по 13 сентября — период предвыборной агитации

### Право выдвижения кандидатов
Губернатором может быть избран гражданин Российской Федерации, достигший возраста 30 лет.
В Курской области кандидаты выдвигаются только политическими партиями, имеющими в соответствии с федеральными законами право участвовать в выборах, самовыдвижение не допускается. При этом кандидатам не обязательно быть членом какой-либо партии.
С июня 2013 года кандидат в губернаторы области обязан также представить в избирком письменное уведомление о том, что он не имеет счетов (вкладов), не хранит наличные денежные средства и ценности в иностранных банках.

### Муниципальный фильтр
1 июня 2012 года вступил в силу закон, вернувший прямые выборы глав субъектов Российской Федерации. Однако был введён так называемый муниципальный фильтр. Всем кандидатам на должность главы субъекта РФ (как выдвигаемых партиями, так и самовыдвиженцам), согласно закону, требуется собрать в свою поддержку от 5 % до 10 % подписей от общего числа муниципальных депутатов и избранных на выборах глав муниципальных образований, в числе которых должно быть от 5 до 10 депутатов представительных органов муниципальных районов и городских округов и избранных на выборах глав муниципальных районов и городских округов. Муниципальным депутатам представлено право поддержать только одного кандидата.
В Курской области кандидаты должны собрать подписи муниципальных депутатов в количестве 6% от общего числа, при этом депутаты должны представлять 3/4 округов. Каждый депутат имеет право подписаться только за одного кандидата и права отзыва своей подписи не имеет. Все подписные листы должны быть нотариально заверены.
11 июня 2014 года областной избирком опубликовал расчёт количества необходимых подписей. Так кандидат должен собрать от 240 до 252 подписей, среди которых от 40 до 42 подписей (6%) должны быть от депутатов районных советов или глав районов и городских округов. При этом подписи должны быть собраны не менее чем в 25 муниципальных районах и городских округах (3/4 от всех 34 муниципалитетов). Подписи должны быть представлены в избирком со всеми документами не позднее 30 июля.

## Кандидаты
Кандидатов на выборах губернатора выдвинули 8 партий. Зарегистрировано было 5 кандидатов.
| Кандидат           | Должность (на момент выдвижения)                                                              | Партия                          | Статус                                                             |
| ------------------ | --------------------------------------------------------------------------------------------- | ------------------------------- | ------------------------------------------------------------------ |
| Николай Злыденный  | пенсионер МВД                                                                                 | Патриоты России                 | отказано в регистрации, кандидат не преодолел муниципальный фильтр |
| Константин Комков  | Помощник депутата Госдумы                                                                     | Справедливая Россия             | зарегистрирован                                                    |
| Геннадий Лифинцев  | член попечительского совета Благотворительного фонда помощи детям сиротам «Неопалимая Купина» | Народ против коррупции          | отказано в регистрации, кандидат не преодолел муниципальный фильтр |
| Александр Михайлов | врио губернатора Курской области                                                              | Единая Россия                   | зарегистрирован                                                    |
| Александр Руцкой   | член попечительского совета Комитета поддержки реформ президента РФ                           | Демократическая правовая Россия | отказано в регистрации, кандидат не преодолел муниципальный фильтр |
| Елена Теслева      | вице-президент Курской торгово-промышленной палаты                                            | Партия свободных граждан        | зарегистрирована                                                   |
| Владимир Фёдоров   | депутат Курской областной думы                                                                | ЛДПР                            | зарегистрирован                                                    |
| Владимир Фирсов    | депутат Курского городского собрания                                                          | КПРФ                            | зарегистрирован                                                    |

## Результаты
| Место                       | Место                       | Кандидат                       | Партия                      | Голосов | %      |
| --------------------------- | --------------------------- | ------------------------------ | --------------------------- | ------- | ------ |
|                             | 1.                          | Михайлов, Александр Николаевич | Единая Россия               | 246 506 | 66,8 % |
|                             | 2.                          | Фирсов, Владимир Владимирович  | КПРФ                        | 43 297  | 11,7 % |
|                             | 3.                          | Фёдоров, Владимир Валерьевич   | ЛДПР                        | 38 126  | 10,3 % |
|                             | 4.                          | Теслева, Елена Павловна        | Партия свободных граждан    | 16 395  | 4,4 %  |
|                             | 5.                          | Комков, Константин Анатольевич | Справедливая Россия         | 16 299  | 4,4 %  |
|                             |                             |                                |                             |         |        |
| Общее число избирателей     | Общее число избирателей     | Общее число избирателей        | Общее число избирателей     | 947 084 |        |
| Выдано бюллетеней (явка)    | Выдано бюллетеней (явка)    | Выдано бюллетеней (явка)       | Выдано бюллетеней (явка)    | 369 073 | 39,0 % |
| Бюллетеней в ящиках         | Бюллетеней в ящиках         | Бюллетеней в ящиках            | Бюллетеней в ящиках         | 368 968 |        |
| Действительных бюллетеней   | Действительных бюллетеней   | Действительных бюллетеней      | Действительных бюллетеней   | 360 623 |        |
| Недействительных бюллетеней | Недействительных бюллетеней | Недействительных бюллетеней    | Недействительных бюллетеней | 8 345   |        |